# Oxycatantops zambiensis
Oxycatantops zambiensis är en insektsart som beskrevs av Nicholas David Jago 1989. Oxycatantops zambiensis ingår i släktet Oxycatantops och familjen gräshoppor. Inga underarter finns listade i Catalogue of Life.